# Depot von Křtěnov
Das Depot von Křtěnov (auch Hortfund von Křtěnov) ist ein Depotfund der frühbronzezeitlichen Aunjetitzer Kultur aus Křtěnov, einem Ortsteil von Temelín im Jihočeský kraj, Tschechien. Es datiert in die Zeit zwischen 1800 und 1600 v. Chr. Die noch erhaltenen Gegenstände des Depots sind heute zwischen dem Nationalmuseum in Prag, dem Museum in Týn nad Vltavou und dem Prähistorischen Institut der Universität Wien aufgeteilt.

## Fundgeschichte

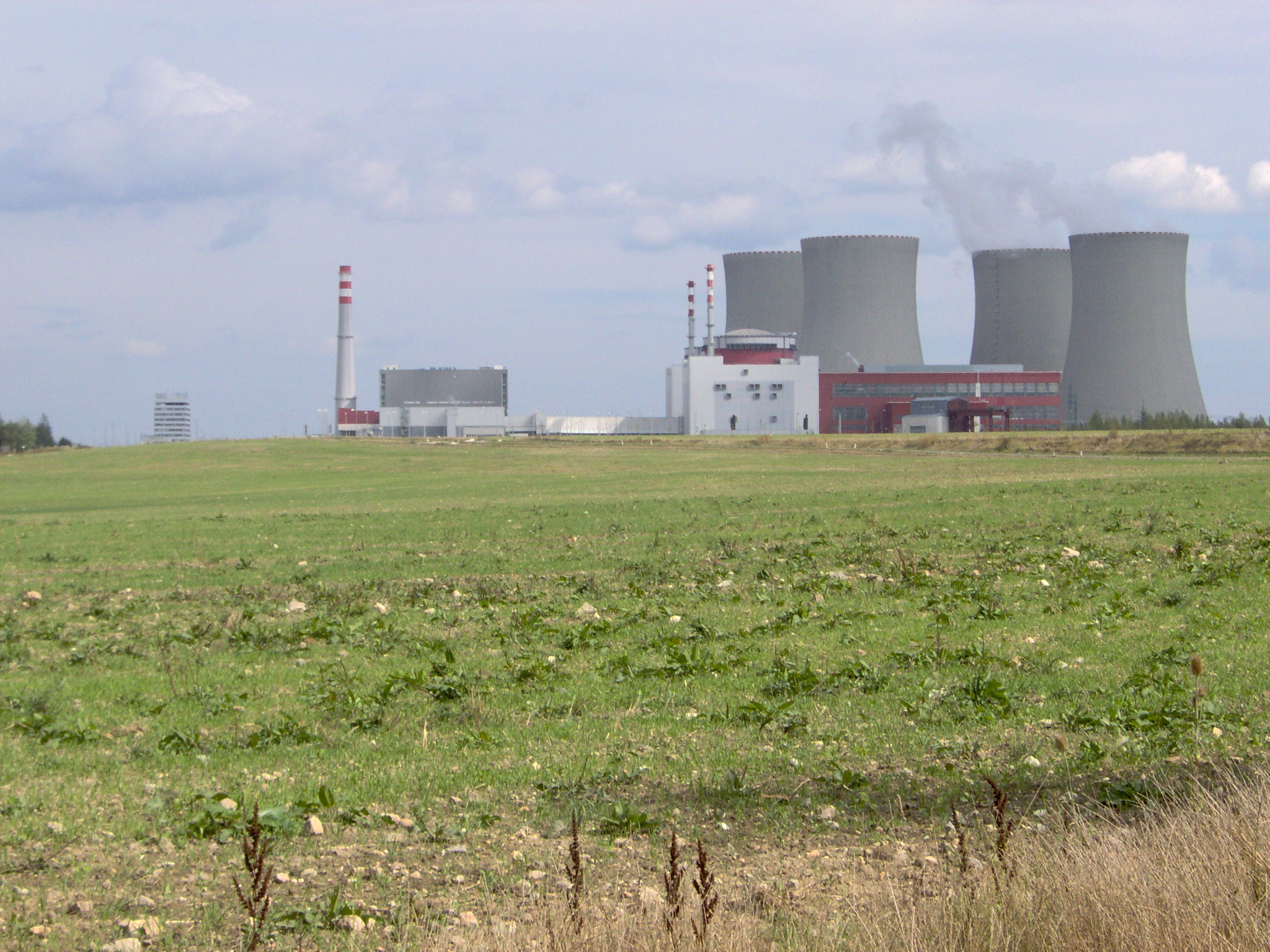
Die Fundstelle des Depots liegt heute auf dem Gelände des Kernkraftwerks Temelín

Das Depot wurde 1884 südwestlich von Křtěnov auf dem Feld „Na dolní Jablonce“ beim Pflügen entdeckt. Eine archäologische Nachuntersuchung durch H. Richlý erbrachte keine weiteren Funde. Die Fundstelle lag am Südhang eines kleinen, aber markanten Hügels. An der Nordseite des Hügels befindet sich ein bronze- bis eisenzeitliches Hügelgräberfeld mit ursprünglich etwa 300–400 Bestattungen. In der näheren Umgebung wurde 1913/14 das etwa zeitgleiche Depot von Temelín gefunden. Die Fundstelle des Depots von Křtěnov ist heute vom Kernkraftwerk Temelín überbaut.

## Zusammensetzung
Das Depot bestand aus sieben Bronzegegenständen: sechs Schaftröhrenäxten und einem Randleistenbeil. Die Gegenstände waren sorgsam übereinander geschichtet worden, so dass jeweils eine Schneide einer Axt auf dem Schaft einer anderen lag. Auf beiden Seiten waren sie anschließend mit Bronzedraht verschnürt worden. Zwei Äxte wurden nach der Auffindung des Depots dem Museum in Prag übereignet, die restlichen Gegenstände gelangten zunächst in Privatbesitz. Heute befinden sich in Prag vier Äxte, eine weitere in Týn nad Vltavou und eine in Wien. Das Beil ist verschollen.